# Ivar Sjölin
 Ivar Sven Lennart Sjölin (ur. 28 września 1918 w Lidköping, zm. 10 września 1992 tamże) – szwedzki zapaśnik. Srebrny medalista olimpijski z Londynu.
Zawody w 1948 były jego jedynymi igrzyskami olimpijskimi. Walczył w stylu wolnym, zdobywając srebro w wadze piórkowej, do 62 kilogramów. W finale pokonał go Turek Gazanfer Bilge.